# Барфлёр
Барфлёр (фр. Barfleur) — французский порт на берегу Ла-Манша, на полуострове Котантен. Административно коммуна региона Нормандия, департамент Манш.
В средние века Барфлёр был важным портом и судостроительной верфью Нормандского герцогства с населением приблизительно в 9000 человек. До утраты Нормандии Плантагенетами в 1204 году служил связующим звеном между двумя государствами.
Вильгельм I отплыл на завоевание Англии в 1066 году именно из Барфлёра, а в 1120 году в его окрестностях затонул «Белый корабль» с наследником английского престола и его свитой.
19(29) мая 1692 года в море рядом с Барфлёром произошло крупное сражение между флотами Франции, Англии и Нидерландов (см. сражение при Барфлёре).